# La Ruta de la Sal (regata)

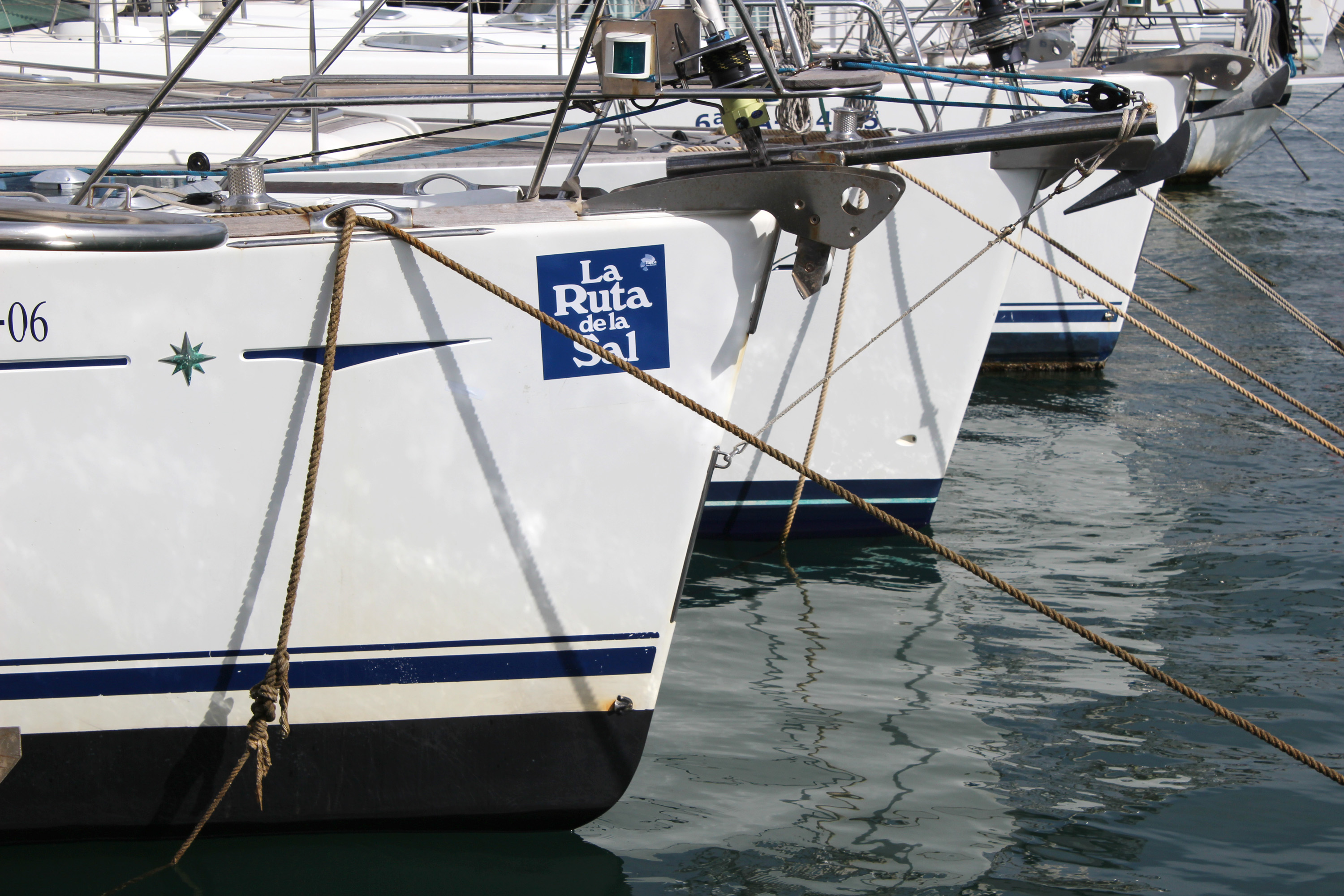
Proa del velero Aquitat III, participante en La Ruta de la Sal 2016.

La Ruta de la Sal, oficialmente llamada La Ruta de la Sal-Trofeo Pepe Ferrés, es una regata de altura con destino en Ibiza (España), que se disputa anualmente, desde 1989, en Semana Santa. Tiene tres versiones o salidas: desde Barcelona, que es la original, desde Denia y desde Mallorca. 
La organizan la Asociación de Navegantes de Altura Mediterráneos (ANAM), la Real Asociación Nacional de Cruceros (RANC) y los clubes Club Náutico de San Antonio Abad, Club Marítimo Port Ginesta, Real Club Náutico de Denia y Club de Vela Puerto de Andrach.
Forma parte del circuito de cuatro regatas de altura organizadas por la Asociación de Navegantes de Altura Mediterráneos (ANAM), y es la más importante y la primera de su calendario anual. Las otras tres son las regatas Bahía de Pollensa, Sitges-Ciudadela y Ruta de la Tramontana.
Es la regata de altura con más participación del Mediterráneo. Es difícil porque su larga duración hace que la meteorología sea variable.

## Versiones
- Versión Barcelona, la original. De Port Ginesta a San Antonio Abad. Distancia aproximada de 140 mn.
- Versión Denia. De Denia a San Antonio Abad, dejando las islas de Formentera, Tagomago e Ibiza por babor. Distancia aproximada de 120 mn. Se añadió en 1991.
- Versión Mallorca. De Andrach a San Antonio Abad, dejando las islas de Tagomago, Formentera, Es Vedrá, Bledas y Conejera por estribor. Distancia aproximada de 103 mn. Se añadió en 2017.

## Categorías
Las embarcaciones participantes se encuadran en las siguientes categorías:
- Según el barco:
  - Alfa: Cruceros Actuales. Diseños a partir de 1/I/2005
  - Bravo: Cruceros Clásicos 20. Diseños desde el 1/I/1992 hasta el 31/XII/2004
  - Charlie: Cruceros diseñados antes del 31/XII/1991
  - Delta: Multicascos de Crucero (de construcción en serie y habitables entre cascos)
- Según la tripulación:
  - Golf: Cruceros tripulados por dos personas.
  - Salina: Para tripulación completa patroneada por mujer y con un mínimo del 50% de la tripulación formada por mujeres.
  - Training: Barcos en lista 6.ª con patrón profesional o de demostrada experiencia.

## Historia
La regata recrea un hecho histórico ocurrido en mayo de 1846 durante la segunda guerra carlista. Barcelona estaba bloqueada por los carlistas, y se agotaban las reservas de sal. Un hombre de negocios retó a varios armadores a traer sal de las salinas de las islas Pitiusas, prometiendo pagar un precio mayor a quienes llegaran antes. Venció el reto una goleta de Baltimore llamada El Halcón Maltés.